# Mujeres Asesinas
Mujeres Asesinas este o telenovelă mexicană.

## Primul sezon
Primul sezon le-a inclus Rosa Maria Bianchi, Laisha Wilkins și Renato Bartilotti, ca parte a echipei DIEM de experți. Wilkins a părăsit spectacolul după doar cinci episoade. Ea a fost înlocuită cu Paola Hinojosa ca locotenent Medina. Mauricio Castillo a fost de asemenea înlocuit cu Pablo Valentin.
- Rosa Maria Bianchi as Doctor Sofia Capellan[4]
- Renato Bartilotti as Lieut. Humberto Camacho
- Laisha Wilkins as Lieut. Lucia Alvarez

## Al doilea sezon
Ai doilea sezon a început la data de 28 ianuarie 2010 cu episoadele lui Carmen, Honrada. Muzica de început este „Que Emane” cântec de Gloria Trevi.

## Al treilea sezon
Al treilea sezon este în progres.

## Mujeres Asesinas
- Leticia Calderón - Sonia, Desalmada
- Irán Castillo - Monica, Acorralada
- Isela Vega - Margarita, Ponzoñosa
- Alejandra Barros - Jessica, Toxica
- Nailea Norvind - Martha, Asfixiante
- Natalia Esperón - Claudia, Cuchillera[5]
- Damayanti Quintanar - Patricia, Vengadora[6]
- Lucía Méndez - Cándida, Esperanzada
- María Rojo - Emilia, Cocinera
- Itatí Cantoral - Sandra, Trepadora
- Daniela Romo - Cristina, Rebelde
- Cecilia Suárez - Ana, Corrosiva
- Verónica Castro - Emma, Costurera

## Mujeres Asesinas 2
- Edith González - Clara, Fantasiosa[7]
- Patricia Navidad, Galilea Montijo & Ana Brenda Contreras - Las Garrido, Codiciosas[7]
- Sherlyn -  Laura, Confundida[7]
- Karyme Lozano & Elsa Pataky - Ana y Paula, Ultrajadas[7]
- Daniela Castro - Rosa, Heredera
- Patricia Reyes Spíndola - Tita Garza, Estafadora
- Angélica María & Angélica Vale - Julia, Encubridora[8]
- Angelique Boyer - Soledad, Cautiva
- Nuria Bages - Ofelia, Enamorada
- Adriana Fonseca - Cecilia, Prohibida
- Maria Sorte - Maria, Pescadera[9]
- Susana González - Tere, Desconfiada
- Carmen Salinas - Carmen, Honrada[10]

## Mujeres Asesinas 3
- Helena Rojo - Gloria, Rencorosa
- Diana Bracho - Carmela, Estricta
- Ingrid Martz
- Laura Flores
- Dulce Maria - Eliana Cuñada
- Silvia Navarro - Elena, Incendiaria
- Jacqueline Bracamontes - Blanca, Sonadora
- Thalía - Maricela, Abandonada
- Laisha Wilkins - Lucia, Atrapada
- Michelle Vieth
- Danna Paola[11]